# Trophonella rugosolamellata
Trophonella rugosolamellata is een slakkensoort uit de familie van de Muricidae. De wetenschappelijke naam van de soort is voor het eerst geldig gepubliceerd in 2010 door Harasewych & Pastorino.